# オーストロアジア語族
オーストロアジア語族（オーストロアジアごぞく、Austroasiatic languages）あるいはオーストロ＝アジア語族（Austro-Asiatic languages）、アウストロアジア語族は、東南アジアからインド東部・バングラデシュに散在する言語の語族である。南アジア語族と訳されることもあるが、地域名の南アジアとは異なる。このうちベトナム語、クメール語およびモン語は古くから記録があり現在でも多くの話者がいるが、その他は少数民族の言語である。ベトナム語（ベトナム）、クメール語（カンボジア）、サンタリ語（インド・ジャールカンド州）は公用語として用いられている。
伝統的に東南アジアのモン・クメール語派とインドのムンダ語派に分類され、168 の言語（モン・クメール語派 147 とムンダ語派 21）が記録されている。しかしこの語派分類は確証のあるものではなく、上記の2語派をそれぞれモン・クメール語族とムンダ語族として認める場合はオーストロアジア諸語と表記される。
モン・クメール語派はまとまりをもたないとする説もある。

## 上位分類
オーストロアジア語族全体に共通の特徴は少ない（共通基礎語彙に基づいてまとめられている）が、古くは接頭辞や接中辞が文法・派生機能を果たしたらしい。この点で類似しているオーストロネシア語族とともに、オーストリック大語族 (Austric superfamily) にまとめる説もある。
アイヌ語（族）がオーストロアジア語族に、深層で接続するのではないかという仮説があるが根拠は殆どない。Jäger (2015) は、古い時代の言葉を再構築する語源学的方法によらず、ジョーゼフ・グリーンバーグの提案した計算言語学的方法、すなわち大量の語彙同士を比較する統計的かつ自動的な方法論により、当該仮説に肯定的な結果を得たとされるがこれは語源学的方法ではないため反論も多い。また、Jäger (2015)は厳密にはアイヌ語のみをオーストロアジア語族と関連付ける結果を得たのではなく、アイヌ語と日琉語族とを併せてオーストロアジア語族と同源であるという仮説を支持する結果を得たという事に留意すべきであろう。

## 下位分類
分類は諸説あり、語彙統計学的に確たる証拠が見出されていない。ポール・シドウェル（Paul Sidwell）は自身の著作（Sidwell (2009)）においてロジャー・ブレンチ（Roger Blench）による以下のような言葉を引用しつつ、語派レベルにモン・クメール諸語という括りを設けずにいきなりモン諸語（Monic）なりクメール語なりVietic諸語なりをムンダ語派と並置するという姿勢を取っている。
Glottolog 4.2.1 における言語系統分類も Sidwell (2009) を踏襲したものとなっている。
- ベト・ムオン語派（ベトナム・アンナン語群） ※モン・クメール語派に含めることもある
  - アンナン語群（ベトナム語群）
    - ベトナム語（ヴェトナム語）
    - チュット語（英語版）

  - ムオン語群
    - ムオン語
    - トー語
- モン・クメール語派
  - 東部語群
    - クメール語
    - ペアール語群（英語版） - ペアール人（英語版）
      - ペアール語（英語版）（サムレ語）
      - サオチ語

    - バナール語群（英語版） - バナール人
      - バナール語（英語版）
      - スティエン語（英語版）（Stieng）

    - カトゥ語群（英語版） - カトゥ族（英語版）、チャンパ王国のミーソン聖域周辺
      - カトゥ語（英語版）
      - クイ語

  - 北部語群
    - カシ語群
      - カシ語（カーシー語）

    - パラウン語群
      - パラウン語
      - ワ語

    - クム語群
      - クム語（カム語）
      - チン語

  - 南部語群
    - モン諸語 - ミャンマーのサルウィン川下流域、約100万人
      - モン語

    - アスリ諸語 - オラン・アスリ
      - ジャハイ語
      - セノイ語
      - 南アスリ語

    - ニコバル諸語 - インド ニコバル諸島
      - カール語
      - チョウラ語
      - テレッサ語
      - ショム・ペン語
- ムンダ語派
  - 北部語群
    - サンタル語（サンターリー語）
    - ムンダ語（ムンダーリー語）
    - ホー語
    - ブーミジ語（Bhumij）
    - コルク語
    - コルワ語（英語版）
    - アスル語（en:Asuri language）
    - ビルホル語（英語版）

  - 南部語群
    - ソーラ語（サオロ語）
    - ボンド語（英語版）
    - ガダバ語（英語版）
    - パレンガ語（英語版）

  - 中央語群
    - カリアー語（英語版）（Kharia）
    - ジュアング語（英語版）

## 歴史
オーストロアジア語族を話す人々の遺伝子はY染色体ハプログループO1b1と関連していると推測される。O1b1はオーストロアジア系民族に見られ、ニコバル諸島では100%である。ハプログループO1b1は東南アジア、南アジアへは紀元前2500年以降に広まったと考えられる。